# Toni Seelos
Anton „Toni“ Seelos (* 4. März 1911 in Seefeld in Tirol; † 1. Juni 2006 ebenda) war ein österreichischer Skirennläufer und Skitrainer. Seelos wurde viermal Skiweltmeister. In den 1930er Jahren war er einer der prägendsten Pioniere des alpinen Skisports. Er veränderte grundlegend den Slalom, indem er den herkömmlichen Stemmschwung durch den Parallelschwung ablöste. Sein Bruder Johann war ebenfalls Skirennläufer.

## Karriere
Nach Erfolgen auf Juniorenebene gelangen Seelos im Winter 1930 die ersten bedeutenderen Siege. Er gewann den Slalom in der Seegrube, eine Abfahrt in Matrei und bei den Bayerischen Meisterschaften in Garmisch-Partenkirchen ebenfalls den Slalom. Bei den Arlberg-Kandahar-Rennen erreichte er den zweiten Platz in der Kombination.
1931 nahm Seelos an den ersten Alpinen Skiweltmeisterschaften in Mürren teil und gewann im Slalom hinter dem Schweizer David Zogg die Silbermedaille. Zudem belegte er den 15. Platz in der Abfahrt und den sechsten Rang in der inoffiziellen „Langen Abfahrt“. Die genannte Silbermedaille galt vorerst als „inoffiziell“, weil der Slalom wegen des eingebrochenen Tauwetters nur in einem Durchgang gefahren worden war. Erst 2013, also fast sieben Jahre nach dem Ableben von Seelos, bestätigte die FIS die Slalomwertung und damit die Medaillen von 1931 als offiziell.

Ein Jahr danach verfehlte er bei den Weltmeisterschaften in Cortina d’Ampezzo knapp die Medaillenränge, wurde Vierter im Slalom, Fünfter in der Kombination und Sechster in der Abfahrt. Wenig später gewann er alle Bewerbe bei den Bayerischen Meisterschaften in Garmisch. Der endgültige Durchbruch an die Weltspitze gelang Seelos bei seinen „Heim-Weltmeisterschaften“ 1933 in Innsbruck. Vorerst war es am 6. Februar ein Spezialabfahrtsrennen auf einer 10 km langen Strecke, vom Sattel zwischen Glungezer und Sonnenspitze bis hinunter nach Tulfes. Hier wurde er Sechster (Sieg Hans Hauser); dieser Bewerb wurde später nur als »außer Konkurrenz« in der Skigeschichte verzeichnet (Quelle: Buch „Sieg auf weißen Pisten“ von Hermann Nußbaumer).

Bei den tatsächlich zu Weltmeisterschaften zählenden Rennen kam er am 8. Februar in der Abfahrt auf Rang 10, jedoch gewann er anderntags mit Laufbestzeiten in beiden Durchgängen überlegen vor seinem Mannschaftskollegen Gustav Lantschner die Goldmedaillen im Slalom und in der Kombination. Diese Leistungen bestätigte er kurz darauf, als er bei den Deutschen Meisterschaften den Slalom, die Abfahrt und die Kombination gewann – wofür damals noch keine Meistertitel vergeben wurden.
Aufgrund der Februarkämpfe 1934 entsandte der Österreichische Skiverband keine Mannschaft zu den Weltmeisterschaften in St. Moritz, so konnte Seelos, wie auch alle anderen Österreicher, nicht an den Bewerben teilnehmen. Er war aber als Betreuer der deutschen Mannschaft anwesend und startete im Slalom als Vorläufer, wo er prompt die Bestzeit fuhr. Im Winter 1935 gewann der Tiroler den Slalom und die Kombination bei den Rennen um den Goldenen Ring in Seefeld und er nahm an den Weltmeisterschaften 1935 in Mürren teil. Dort konnte er seine Erfolge von vor zwei Jahren wiederholen, wurde zum zweiten Mal Slalomweltmeister (exakt 5 Sekunden Vorsprung auf David Zogg!) und mit sicher angelegter Fahrt in der Abfahrt auch zum zweiten Mal Kombinationsweltmeister. Er betreute weiterhin auch die deutsche Mannschaft.

### Ausschluss von Olympia
Im Winter 1936 gewann Seelos die Slaloms von Kitzbühel und Seefeld. Im Vorfeld der Olympischen Winterspiele 1936 war er wieder als Betreuer der deutschen Mannschaft tätig. Aufgrund der strengen Amateurregeln konnte er als Skilehrer (wie fast alle anderen Herren vom österreichischen und Schweizer Verband) jedoch selbst nicht an den Spielen teilnehmen. So startete er im Slalom nur als Vorläufer und war dabei deutlich schneller als der Olympiasieger Franz Pfnür. Bei den kurze Zeit später stattfindenden Weltmeisterschaften in Innsbruck verzichtete er auf eine Teilnahme, war aber im Slalom wiederum als Vorläufer am Start und erzielte wieder Bestzeit. Er begründete seinen Schritt damit, dass er körperlich nicht so bei Kräften wäre, wie er es im Kampf gegen die Weltelite hätte sein müssen. Er hatte den ganzen Winter über als Skilehrer hart arbeiten müssen, um seine Familie ernähren zu können. Daher fehlte ihm das nötige Training. „Während sich im Ausland alles um die Skiläufer und ihre Leistungen »riss«, während der Staat meist helfend eingriff, musste Österreichs bester Läufer auf die Weltmeisterschaften verzichten, weil er sonst den Bestand seiner Familie gefährdet hätte.“ (Zitat aus dem Buch „Sieg auf weißen Pisten“ von Hermann Nußbaumer).

1937 wurde er erfolgreicher Trainer der französischen Skinationalmannschaft. In der Saison 1937/38 gewann Seelos bei den Rennen um den Goldenen Ring den Slalom und die Kombination, den Slalom bei den Silberkugel-Rennen und die Abfahrt am Glungezer. Bei den Weltmeisterschaften 1938 in Engelberg belegte er nur den 15. Rang in der Abfahrt, im Slalom gab er nach einem Torfehler auf.
Während des Krieges war Seelos als Schutzpolizist der Reserve eingezogen und trainierte „die Reichsmannschaft der Ordnungspolizei in den alpinen Laufarten“.

### Nachkriegsjahre, Karriere-Ende
Nach dem Krieg war Seelos noch selbst als aktiver Rennläufer tätig und wurde 1946 mit dritten Plätzen in Abfahrt und Slalom Zweiter der Hahnenkammkombination. Weitere Podestplätze erzielte er bei den Rennen in Seefeld. Auch 1947 gelangen ihm noch einige gute Resultate. Anschließend war er bis 1956 erfolgreich Trainer beim ÖSV (er trainierte aber um 1951/52 auch die Schweden und Deutschen), stand dem österreichischen Verband aber bei den Olympischen Spielen 1952 nicht zur Verfügung. Offiziell entschuldigte er sich damit, dass seine Frau ein Kind erwartet und er bei ihr sein möchte, doch es wurden eher Unstimmigkeiten zwischen ihm und den Verband bzw. Fred Rößner vermutet. Er siegte noch bei einer „Legendenabfahrt“ im Rahmen der Kandaharrennen in St. Anton am Arlberg am 13. März 1953 vor Hellmut Lantschner.

Bis 1981 leitete Seelos in seinem Heimatort Seefeld die Skischule. Nach ihm ist dort die Olympia-Skiprungschanze benannt. Toni Seelos starb am 1. Juni 2006 im Alter von 95 Jahren in Seefeld.

## Sportliche Erfolge

### Weltmeisterschaften
- Mürren 1931: 2. Slalom, 15. Abfahrt
- Cortina d’Ampezzo 1932: 4. Slalom, 5. Kombination, 6. Abfahrt
- Innsbruck 1933: 1. Slalom, 1. Kombination, 10. Abfahrt
- Mürren 1935: 1. Slalom, 1. Kombination, 9. Abfahrt
- Engelberg 1938: 15. Abfahrt

## Auszeichnungen (Auszug)
- 1960: Goldenes Verdienstzeichen der Republik Österreich[6]